# Herdtlé & Bruneau

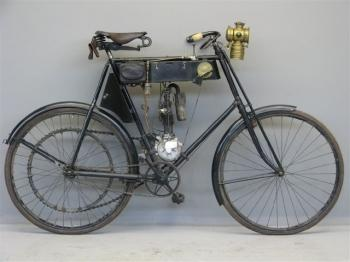
Motorrad von 1903

Herdtlé & Bruneau war ein französischer Hersteller von Automobilen und Motorrädern.

## Unternehmensgeschichte
Das Unternehmen hatte seinen Sitz an der Rue de la China 38 bis im 20. Arrondissement von Paris. 1902 begann die Produktion von Motorrädern. 1905 entstand ein Automobil. Der Markenname lautete Herdtlé-Bruneau. 1914 endete die Produktion.

## Fahrzeuge
Im Angebot standen zunächst Motorfahrräder. Für den Antrieb sorgte ein Motor mit 1,25 PS Leistung, der nur 4 kg wog und eine Höchstgeschwindigkeit von 35 km/h ermöglichte.
Das 1905 vorgestellte Automobil blieb ein Prototyp. Jedes der vier Räder wurde von einem Motor mit 1 PS Leistung angetrieben. Eine Serienfertigung erfolgte nicht.
1913 erschien ein Motorrad mit einem wassergekühlten Zweizylindermotor. 48 mm Bohrung und 75 mm Hub ergaben 271 cm³ Hubraum. Ein anderes Modell hatte einen Zweitaktmotor.